# 埃格勒 (希腊神话)
埃格勒（希臘語：Αἴγλη, Aiglê）是希腊神话中非重要的数人女性的名字。这个名字在古希腊语中的意思为“光辉”、“日光”、“焕发光彩”或“耀眼之光”。因此，埃格勒可以是指：
- 那伊阿得斯姊妹之一。一说与太阳神赫利俄斯生了美惠三女神。

- 美惠三女神之一。埃格勒这个名字和光辉女神阿格莱亚混同起来。

- 赫斯珀里得斯姊妹之一。西方黄昏之国的宁芙之一，与其他姐妹一同守护赫拉的金苹果树。

- 赫利阿得斯姊妹之一。太阳神赫利俄斯的女儿之一，法厄同的姐姐。法厄同死后与其他姐妹一同化作白杨树。

- 医神阿斯克勒庇俄斯最小的女儿。

- 帕诺珀俄斯（Panopeus）的女儿。在忒修斯离开阿里阿德涅之后与忒修斯相爱。